# Élisabeth Guazzelli
Élisabeth Guazzelli, née le 17 janvier 1955, est une physicienne française spécialisée en mécanique des fluides, en particulier en flots multiphasés et en physique des suspensions.

## Biographie
Élisabeth Guazzelli fait des études à l'École normale supérieure de Fontenay-aux-Roses et à l'Université Paris-Sud. Elle soutient en 1981 un doctorat 3e cycle à l'université Paris-Sud sous la direction de Étienne Guyon, puis un doctorat d'État en 1986 à l'université de Provence Aix-Marseille I avec une thèse intitulée Deux études expérimentales du désordre en hydrodynamique physique,.
Elle fait toute sa carrière de recherche au CNRS. D'abord attaché puis chargé de recherche de 1982 à 1996, elle est ensuite directeur de recherche. Elle dirige un groupe de recherche à l'université d'Aix-Marseille, où elle est directeur adjoint de l'institut universitaire des systèmes thermiques industriels (IUSTI) de 2008 à 2011, puis à l'université Paris-Cité. 
Elle est professeur visiteur ou à temps partiel dans diverses universités : École polytechnique (Palaiseau, France) de 1999 à 2011, université Stanford en 1987-88, Trinity College (Cambridge) en 2002, université de New York en 2009, City College of New York en 2009.
Elle occupe des fonctions de chargé de mission à temps partiel des sciences de l'ingénieur du CNRS de 2001 à 2005.
A partir de 2012, elle est l'un des recteurs du CISM (International Centre for Mechanical Sciences, Udine, Italie)

## Distinctions et récompenses
- 2008 : Fellow de la Société américaine de physique
- 2012 : Prix Paul Doistau-Émile Blutet dans la catégorie Sciences mécaniques et informatiques
- 2016 : Prix de mécanique des fluides de Euromech[4]
- 2021 : Membre étranger de l'Académie nationale d'ingénierie des États-Unis[5]
- Chevalier de la Légion d'honneur (14 juillet 2012)[6]
- 2023 : Prix de dynamique des fluides de la Société américaine de physique
- 2024 : Prix Gay-Lussac Humboldt[7].